# سهیل رحمانی
سهیل رحمانی (زادهٔ ۲۹ آبان ۱۳۶۷) بازیکن فوتبال اهل ایران است.
از باشگاه‌هایی که در آن بازی کرده‌است می‌توان به باشگاه فوتبال ملوان بندر انزلی اشاره کرد.